# القبس
هو شعلة من النار تؤخذ على طرف عود خشب أو عود ثقاب أو قضيب من الشمع؛ للإنارة أو غيرها. وجمعها أقباس.

## القبس فيالقرآن الكريم
ذكر القبس في القرآن الكريم
في قوله تعالى ﴿إِذْ قَالَ مُوسَى لِأَهْلِهِ إِنِّي آنَسْتُ نَارًا سَآتِيكُمْ مِنْهَا بِخَبَرٍ أَوْ آتِيكُمْ بِشِهَابٍ قَبَسٍ لَعَلَّكُمْ تَصْطَلُونَ ۝٧﴾ [النمل:7] , ( معناها هنا بشعلة ساطعة مأخوذة من أصلها ). [بحاجة لمصدر]
و في قوله تعالى ﴿إِذْ رَأَى نَارًا فَقَالَ لِأَهْلِهِ امْكُثُوا إِنِّي آنَسْتُ نَارًا لَعَلِّي آتِيكُمْ مِنْهَا بِقَبَسٍ أَوْ أَجِدُ عَلَى النَّارِ هُدًى ۝١٠﴾ [طه:10] , ( معناها هنا شعلة من النار؛ مقبوسة على شكل عمود). [بحاجة لمصدر]

## وصلات داخلية
- نار
- شهاب